# Кагадій Тетяна Станіславівна
Кагадій Тетяна Станіславівна (6 липня 1965, Дніпропетровськ) — українська вчена, фахівець у галузі механіки деформівного твердого тіла. Доктор фізико-математичних наук (2003), професор (2005).

## Біографія
Тетяна Станіславівна Кагадій народилася 6 липня 1965 року, у місті Дніпропетровськ. Батько — Кагадій Станіслав Васильович, вчений у галузі механіки, професор. У 1987 році закінчила Дніпропетровський університет. З 1990 року викладає у Національному гірничому університеті, з 2002 року — професор кафедри вищої математики. Член експертної ради ДАК з природничих і математичних наук. У 2003 році захистила докторську дисертацію на тему «Метод збурення в механіці пружних (в'язкопружних) анізотропних i композиційних матеріалів».

## Наукова діяльність
Основним напрямком наукової діяльності Т. С. Кагадій є застосування асимптотичних методів до розв'язання задач лінійної та нелінійної теорії пружності, задач теорії композиційних матеріалів.

### Деякі праці
- Кагадий Т.С. Метод возмущений в механике упругих (вязкоупругих) анизотропных и композиционных материалов. — Днепропетровск : РИК НГА України, 1998.
- Сушко С.О., Фомичова Л.Я., Кагадій Т.С. Математика для економічних спеціальностей: навчальний посібник для студентів економічних спеціальностей вищих навчальних закладів. — Д. : Національна гірнича академія України, 1999. — 376 с. — ISBN 966-7476-36-7.
- Контактная задача для упругой ортотропной полуполосы / Т. С. Кагадий, А. В. Павленко // Прикладная механика. — 2003. — Вип. 39. — С. 75-84.
- К вопросу о передаче нагрузки от стрингера упругой ортотропной пластине конечных размеров / Т. С. Кагадий, А. В. Павленко // Вісник Донецького університету. — 2002. — № 1. — С. 54-58.
- Кагадий Т.С. Метод возмущений в плоских задачах теории упругости с учетом конечных деформаций // Вісник Донецького університету. — 2005. — № 2. — С. 54-58.
- Розв'язок лінійних та нелінійних рівнянь методом збурення / Кагадій Т., Павленко А. // Вісник Львівського університету. Серія прикладна математика та інформатика. — 2003. — Вип. 6.
- Кагадій Т.С. Інтегральне числення функції однієї змінної. Матеріали методичного забезпечення поглибленого вивчення розділу студентами технічних спеціальностей. — Д. : Національний гірничий університет, 2013. — 64 с.
- Задача Л.А.Галина для ортотропного сектора с цилиндрической анизотропией / Павленко А., Кагадий Т.. — Theoretical Foundations  of  Civil Engineering. — Warsaw, 2010. — Т. 18. — P. 245-250.